# 宇文弼
宇文弼（546年—607年8月27日），一作宇文㢸，字公輔，河南郡洛阳县（今河南省洛阳市东）人，北周、隋朝官员。

## 生平
宇文弼的祖先与北周皇室的祖先同出自一族，祖父宇文直力勤是北魏巨鹿郡太守，父亲宇文珍是北周岩州刺史。宇文弼博學多通，初为北周礼部上士，奉使邓至及黑水、龙涸诸羌，招降三十余部。北周時奉詔修定《五禮》，转任小吏部、内史都上士。建德五年（576年），从周武帝攻克北齐晋州，以功封武威县公，拜司州总管司录。宣政元年（578年），转任左守庙大夫。征突厥，攻克寿阳，改封安乐县公，授浍州刺史、历任南司州刺史、黄州刺史、南定州刺史。
隋朝開皇年間，封平昌县公，入朝为尚书右丞。奉命安集内附西羌，置盐泽、蒲昌二郡而还，转任尚书左丞。开皇三年（583年），为行军司马，跟随元帅窦荣定在甘州击破突厥。授太仆少卿，转吏部侍郎。开皇九年（589年），为信州道诸军节度，随军平陈，以功拜刑部尚書，领太子虞候率，后出为并州长史。開皇十八年（598年），为元帅汉王府司马，领行军总管，从征辽东高句丽。后歷任朔州、代州、吳州總管。后来改任刑部尚书、泉州刺史。
大業三年（607年）转禮部尚書。以才能著称，声望甚重，为隋炀帝所猜忌。七月，隋煬帝至榆林（今內蒙古托克托西南），楊廣命人制一可容納三千人的大帳蓬，招待突厥啟民可汗。宇文弼对炀帝好声色、勤远征之举颇为不满，私下跟高熲說：“天元之侈，以今方之，不亦甚乎？”又說：“長城之役，幸非急務。”被人告發，以“誹謗朝政罪”與賀若弼、高熲同時被處死，享年六十二歲。所著辞赋二十余万言，有尚书、孝经注。

## 延伸阅读
[在维基数据编辑]
 《隋書·卷56》，出自魏徵《隋书》